# Pittsburg (New Hampshire)
Die Town Pittsburg ist die nördlichste Gemeinde im Coös County und damit von New Hampshire. Zugleich ist es die hinsichtlich der Fläche größte Town in den zusammenhängenden 48 Bundesstaaten. Wie auch andere Städte in den Vereinigten Staaten wurde es zu Ehren von William Pitt, 1. Earl of Chatham benannt. Dieser trat zur Zeit der amerikanischen Unabhängigkeitsbewegung für eine Verständigung mit den Kolonien ein. Pittsburg behauptet von sich selbst, mehr Elche als Einwohner zu zählen. Das U.S. Census Bureau hat bei der Volkszählung 2020 eine Einwohnerzahl von 800 ermittelt.

## Geographie
Pittsburg ist die einzige Gemeinde New Hampshires mit einer internationalen Grenze. Im Norden und Westen grenzt es an Québec, im äußersten Südwesten an Canaan in Vermont, im Süden an Clarksville und an gemeindefreies Gebiet. Im Osten grenzt Pittsburg an Oxford County in Maine.
An der Westgrenze zu Kanada verläuft Hall’s Stream in Nord-Süd-Richtung, östlich davon in gleicher Richtung der Indian und der Perry Stream. Der wichtigste Fluss in Pittsburg ist der Connecticut River, der nahe der kanadischen Grenze im 4th Connecticut Lake seinen Ursprung hat. Weitere Seen sind der 3rd, 2nd und 1st Connecticut Lake, der Back Lake und zum Teil der Lake Francis, ein Stausee des Connecticut. Im Osten entwässern Teile Pittsburgs zum Magalloway River in Maine. Höchster Berg auf Gemeindegebiet ist der Magalloway Mountain mit 1024 Metern.

## Geschichte
Die ersten Siedler im Gebiet des heutigen Pittsburg kamen 1810. Sie hatten den Anspruch auf das Land nicht aufgrund einer Zuteilung durch New Hampshire oder die englische Krone erhalten, sondern von einem in St. Francis lebenden Häuptling der Abenaki erworben. Dieser hatte unter anderem zur Bedingung gemacht, das sein Volk weiterhin ungehindert jagen und fischen konnte. Aufgrund dieses Erwerbs und eines Irrtums beim Festlegen der Grenze war das Gebiet am Indian Stream jahrzehntelang nicht eindeutig festgelegt. Gemäß dem Vertrag von 1783 sollte die Grenze zwischen den von den beteiligten Parteien beanspruchten Gebieten entlang der Wasserscheide (im Vertrag: „the highlands“) zwischen Sankt Lorenz Strom und Atlantik bis zum Connecticut River verlaufen und dann diesem nach Süden folgen und dann dem 45. Breitengrad entlang nach Westen verlaufen. Diese Festlegung führte im Bereich des Hall’s Creek zu einer Unklarheit. 1832 gründeten ansässige Siedler die Republik von Indian Stream. Vier Jahre später verzichtete Kanada auf seine Ansprüche, und das Gebiet kam unter US-amerikanische Hoheit. 1840 wurde das ganze Gebiet, die ehemalige Republik von Indian Stream, der Carlisle und der Colebrook Academy Grant (Grant: hier: Landzuteilung durch den Bundesstaat) sowie bis dahin unter der Kontrolle des Bundesstaates verbliebenes Land, unter dem Namen Pittsburg offiziell als unabhängige Gemeinde eingetragen. Die Grenzen derselben wurden offiziell erst 1848 festgelegt.

### Bevölkerungsentwicklung
| Volkszählungsergebnisse – Pittsburg, New Hampshire | Volkszählungsergebnisse – Pittsburg, New Hampshire | Volkszählungsergebnisse – Pittsburg, New Hampshire | Volkszählungsergebnisse – Pittsburg, New Hampshire | Volkszählungsergebnisse – Pittsburg, New Hampshire | Volkszählungsergebnisse – Pittsburg, New Hampshire | Volkszählungsergebnisse – Pittsburg, New Hampshire | Volkszählungsergebnisse – Pittsburg, New Hampshire | Volkszählungsergebnisse – Pittsburg, New Hampshire | Volkszählungsergebnisse – Pittsburg, New Hampshire | Volkszählungsergebnisse – Pittsburg, New Hampshire |
| Jahr                                               | 1830                                               | 1840                                               | 1850                                               | 1860                                               | 1870                                               | 1880                                               | 1890                                               | 1900                                               | 1910                                               | 1920                                               |
| -------------------------------------------------- | -------------------------------------------------- | -------------------------------------------------- | -------------------------------------------------- | -------------------------------------------------- | -------------------------------------------------- | -------------------------------------------------- | -------------------------------------------------- | -------------------------------------------------- | -------------------------------------------------- | -------------------------------------------------- |
| Einwohner                                          | 301                                                | 315                                                | 425                                                | 413                                                | 400                                                | 581                                                | 669                                                | 687                                                | 624                                                | 1311                                               |
| Jahr                                               | 1930                                               | 1940                                               | 1950                                               | 1960                                               | 1970                                               | 1980                                               | 1990                                               | 2000                                               | 2010                                               | 2020                                               |
| Einwohner                                          | 671                                                | 820                                                | 697                                                | 639                                                | 726                                                | 780                                                | 902                                                | 868                                                | 869                                                | 800                                                |

## Infrastruktur und Gemeindeeinrichtungen
Die Gemeinde betreibt Wasserver- und -entsorgung, die zum Teil auch durch private Brunnen beziehungsweise mittels Abwassertanks erfolgt, sowie die öffentliche Bibliothek, die Bremer Pond Memorial Library. Feuerwehr und medizinische Notfallversorgung werden durch Freiwillige bedient, der Polizeidienst durch Vollzeitbeamte.

### Verkehr
Die Hauptstraße in Pittsburg ist die US 3, von der im Süden der Gemeinde die NH-145 abzweigt. Gifford Field in Colebrook ist ein Landeplatz mit Graspiste, der nächste Flughafen, mit Linienverkehr, ist der Lebanon Municipal Airport in Lebanon.

## Wirtschaft
Die größten Arbeitgeber sind der Schulbezirk Pittsburg sowie die Gemeinde mit 30 beziehungsweise 20 Beschäftigten. Für 2010 wurde für das Einkommen pro Haushalt ein Median von 45.694 $ angegeben sowie für den Wert von Häusern und Wohnungen ein solcher von 121.400 $.

## Persönlichkeiten
- Edgar Aldrich (1848–1921), Jurist und Politiker